# آن مارش
آن مارش (بالإنجليزية: Ann Marsh)‏ هي مبارزة بالسيف أمريكية، ولدت في 30 يونيو 1971 في رويال أوك في الولايات المتحدة.

## وصلات خارجية
- آن مارش على موقع الاتحاد الدولي للمبارزة (الإنجليزية)
- آن مارش على موقع أوليمبيديا (الإنجليزية)